# Велић
Велић је насељено место у саставу града Триља, Сплитско-далматинска жупанија, Република Хрватска.

## Историја
До територијалне реорганизације у Хрватској налазио се у саставу старе општине Сињ.

## Становништво
На попису становништва 2011. године, Велић је имао 288 становника.
| Број становника по пописима | Број становника по пописима | Број становника по пописима | Број становника по пописима | Број становника по пописима | Број становника по пописима | Број становника по пописима | Број становника по пописима | Број становника по пописима | Број становника по пописима | Број становника по пописима | Број становника по пописима | Број становника по пописима | Број становника по пописима | Број становника по пописима | Број становника по пописима |
| --------------------------- | --------------------------- | --------------------------- | --------------------------- | --------------------------- | --------------------------- | --------------------------- | --------------------------- | --------------------------- | --------------------------- | --------------------------- | --------------------------- | --------------------------- | --------------------------- | --------------------------- | --------------------------- |
| 1857                        | 1869                        | 1880                        | 1890                        | 1900                        | 1910                        | 1921                        | 1931                        | 1948                        | 1953                        | 1961                        | 1971                        | 1981                        | 1991                        | 2001                        | 2011                        |
| 236                         | 250                         | 253                         | 306                         | 336                         | 359                         | 377                         | 364                         | 432                         | 401                         | 393                         | 412                         | 395                         | 408                         | 298                         | 288                         |

### Попис1991.
На попису становништва 1991. године, насељено место Велић је имало 408 становника, следећег националног састава:
| Попис 1991.‍ | Попис 1991.‍ | Попис 1991.‍ | Попис 1991.‍ | Попис 1991.‍ |
| ----------- | ----------- | ----------- | ----------- | ----------- |
|             |             |             |             |             |
| Хрвати      | Хрвати      |             | 383         | 93,87%      |
| Срби        | Срби        |             | 25          | 6,12%       |
| укупно: 408 |             |             |             |             |

## Црква
У Велићу се налази римокатоличка црква Госпе од ружарија.

## Презимена
- Козлица — Православци